# Sean Carrigan
Sean Carrigan es un actor estadounidense, más conocido por interpretar a Stitch Rayburn en la serie The Young and the Restless.

## Biografía
En 2008 se casó con la actriz Suzanne Quast; sin embargo, la relación terminó después de siete años de matrimonio y se divorciaron en 2015.

## Carrera
El 28 de junio de 2013, se unió al elenco principal de la serie The Young and the Restless, donde interpreta al doctor Ben "Stitch" Rayburn hasta ahora.

## Filmografía

### Series de televisión
| Año             | Título                     | Personaje                | Notas                         |
| --------------- | -------------------------- | ------------------------ | ----------------------------- |
| 2013 - presente | The Young and the Restless | Dr. Ben "Stitch" Rayburn | 202 episodios                 |
| 2013            | Modern Family              | John                     | episodio "A Fair to Remember" |

### Películas
| Año  | Título      | Personaje  | Notas |
| ---- | ----------- | ---------- | --- |
| 2012 | John Carter | Cavalryman | junto a Taylor Kitsch, Lynn Collins, Samantha Morton, Willem Dafoe, Thomas Haden Church, Mark Strong, Ciarán Hinds & Dominic West |

### Productor y escritor
| Año  | Título                                                 | Notas                                  |
| ---- | ------------------------------------------------------ | -------------------------------------- |
| 2011 | Shark Pool                                             | corto - productor ejecutivo            |
| 2011 | Last Words                                             | corto - productor ejecutivo            |
| 2012 | Extremely Dark Knight                                  | corto - productor ejecutivo            |
| 2012 | Vote for Tom Corrigan                                  | corto - productor ejecutivo & escritor |
| 2013 | Get the Guy: Kids Talk Dating Problems                 | corto - productor                      |
| 2013 | Average Party                                          | corto - productor ejecutivo            |
| 2013 | Timmy Muldoon and the Search for the Shadoweyes Bandit | corto - productor ejecutivo            |

### Apariciones
| Año  | Programa              | Notas                                                                    |
| ---- | --------------------- | ------------------------------------------------------------------------ |
| 2004 | Next Action Star      | ganador                                                                  |
| 2013 | Big Morning Buzz Live | episodio "Kandi Burruss/Kenya Moore/Sevyn Streeter" - panelista invitado |
| 2013 | The Talk              | episodio # 3.216 - invitado                                              |